# Seligeria miqueliana
Seligeria miqueliana là một loài rêu trong họ Seligeriaceae. Loài này được (Mont.) Müll. Hal. mô tả khoa học đầu tiên năm 1848.